# インデックス出版
インデックス出版（インデックスしゅっぱん、Index Press ）は、日本の出版社。

## 概要
1989年にインデックスシステムコンサルタンツ（株）として設立。インデックス出版は同社の出版事業部の通称。同社で開発したUNIX版CADをWindows版に移植改良して販売するに当たり、パソコンショップルートによらず書店ルートにてCADソフト付きの書籍として販売を開始した。このとき編集プロダクションとして実績のあるポレポレ企画とともに出版事業を立ち上げ出版社となった。
その後、理工及び介護福祉関連書籍を中心として出版を行う。また土木関連図書で実績のある山海堂と協力、インデックスシステムコンサルタンツ（株）のソフトウェア開発力を利用して、土木系コマンドを充実したCADやエクセルシリーズを書籍として、山海堂ブランドにて販売。しかし、現在は山海堂の廃業により以前とは逆に、山海堂で発刊された書籍をインデックス出版にて出版している。

## 主な出版物
- アクセル・ブラウンズ『鮮やかな影とコウモリ』
- D.J.トリトン『トリトン流体力学 第二版』
- ジャック・ピノー『チェスの花火』
- 梶原洋生『介護の法律入門』
- 長谷邦夫『漫画の構造学』
- 『Excel 土木講座』シリーズ
- 『エクセルナビ』シリーズ
- 大成建設土木本部土木設計部『考え方がよくわかる設計実務』シリーズ